# Samsung Galaxy A32
Samsung Galaxy A32 — смартфон середнього рівня, розроблений Samsung Electronics, що входить до серії Galaxy A. Був анонсований 25 лютого 2021 року. Також в деяких країнах продається Samsung Galaxy A32 5G з підтримкою 5G. В Індії Samsung Galaxy A32 5G продається як Samsung Galaxy M32 5G (не плутати із Samsung Galaxy M32).

## Дизайн
Екран виконаний зі скла Corning Gorilla Glass 5, а рамка та задня панель — з глянцевого пластику.
Знизу знаходяться роз'єм USB-C, динамік, мікрофон та 3,5 мм аудіороз'єм. Зверху розташований другий мікрофон. Зліва розташований залежно від версії слот під 1 SIM-картку і карту пам'яті або слот під 2 SIM-картки і карту пам'яті в Galaxy A32, слот під 1 SIM-картку і карту пам'яті або гібридний слот (2 SIM-картки або 1 SIM-картка + карта пам'яті) в Galaxy A32 5G. та тільки гібридний слот в Galaxy M32 5G. Справа розміщені гойдалка регулювання гучності та кнопка блокування, в яку в Galaxy A32 5G та Galaxy M32 5G вбудовано сканер відбитків пальців.
Обидві версії A32 продавалися в 4 кольорах: чорному (Awesome Black), білому (Awesome White), синьому (Awesome Blue) та фіолетовому (Awesome Violet).
Galaxy M32 5G продавався в чорному (Slate Black) та синьому (Sky Blue) кольорах .

## Технічні характеристики

### Апаратне забезпечення

#### Платформа
Galaxy A32 отримав процесор MediaTek Helio G80 з графічним процесором Mali-G52 MC2, а Galaxy A32 5G та Galaxy M32 5G — MediaTek Dimensity 720 з Mali-G57 MC3.

#### Акумулятор
Акумуляторна батарея отримала об'єм 5000 мА·год та підтримку швидкої зарядки на 15 Вт.

#### Камера
Galaxy A32 отримав основну квадрокамеру 64 Мп, f/1.8 (ширококутний) + 8 Мп, f/2.2 (надширококутний) + 5 Мп, f/2.4 (макро) + 5 Мп, f/2.4 (сенсор глибини) з фазовим автофокусом та здатністю запису відео в роздільній здатності 1080p@30fps. Фронтальна камера отримала роздільність 20 Мп, діафрагму f/2.2 (ширококутний) та здатність запису відео в роздільній здатності 1080p@30fps.
Galaxy A32 5G та Galaxy M32 5G отримали основну квадрокамеру 48 Мп, f/1.8 (ширококутний) + 8 Мп, f/2.2 (надширококутний) + 5 Мп, f/2.4 (макро) + 2 Мп, f/2.4 (сенсор глибини) з фазовим автофокусом та здатністю запису відео в роздільній здатності 4K@30fps. Фронтальна камера отримала роздільність 13 Мп, діафрагму f/2.2 (ширококутний) та здатність запису відео в роздільній здатності 1080p@30fps.

#### Екран
Galaxy A32 отримав 6,4-дюймовий екран Infinity-U (з U-подібним вирізом) типу Super AMOLED з роздільною здатністю Full HD+ (2400 × 1080), щільністю пікселів 407 ppi, співвідношенням сторін 20:9 та частотою оновлення 90 Гц. Також від екран вбудований оптичний сканер відбитків пальців.
Galaxy A32 5G та Galaxy M32 5G отримали 6,5-дюймовий екран Infinity-V (з V-подібним вирізом) типу TFT LCD з роздільною здатністю HD+ (1600 × 720), щільністю пікселів 270 ppi та співвідношенням сторін 20:9

#### Пам'ять
Обидві версії Galaxy A32 продавалися в конфігураціях 4/64, 4/128, 6/128 та 8/128 ГБ, Galaxy M32 5G — 6/128 та 8/128 ГБ. В Україні 4G-версія Galaxy A32 офіційно продавалася в комплектаціях 4/64 та 4/128 ГБ. В усіх моделей об'єм сховища можна розширити картою пам'яті формату microSD до 1 ТБ.

### Програмне забезпечення
Смартфони були випущені на One UI 3.1 на базі Android 11 і були оновлені до One UI 5.1 на базі Android 13.

## Рецензії
Оглядач з інформаційного порталу ITC.ua поставив Samsung Galaxy A32 4 бали з 5. До мінусів він відніс невисоку продуктивність та сканер відбитків пальців, що не завжди працює швидко, а до плюсів — дисплей, камери та автономність.
Оглядач з інформаційного сайту НВ поставив Samsung Galaxy A32 7 балів з 10. Оглядач похвалив смартфон за екран з частотою оновлення 90 Гц, непогану камеру та автономність, але розкритикував за недостатню продуктивність.